# تشنتشون (مدينة)
مدينة تشنتشون (بالهانغل: 춘천시 | بالهانجا: 春川市 | تشنتشون شي) هي عاصمة مقاطعة غانغوون في كوريا الجنوبية. تقع المدينة في الجزء الشمالي الشرقي من الدولة، في حوض نهري سويانغ والهان. تقع العديد من البحيرات بالقرب من المدينة، ومن أشهرها بحيرة سويانغ وبحيرة وويام. تعرف المنطقة أيضاً بالجزر الصغيرة التي تقع في الأنهار ومنها سانغجنغدو، وهاجنغدو، وبنغودو، وويدو.
المدينة هي أحد مقاصد السياح في شرق آسيا، وذلك لأنها ظهرت في الدراما الكورية الشهيرة سوناتا الشتاء. يقع بالمدينة أيضاً منتجع جزيرة ناميسوم.

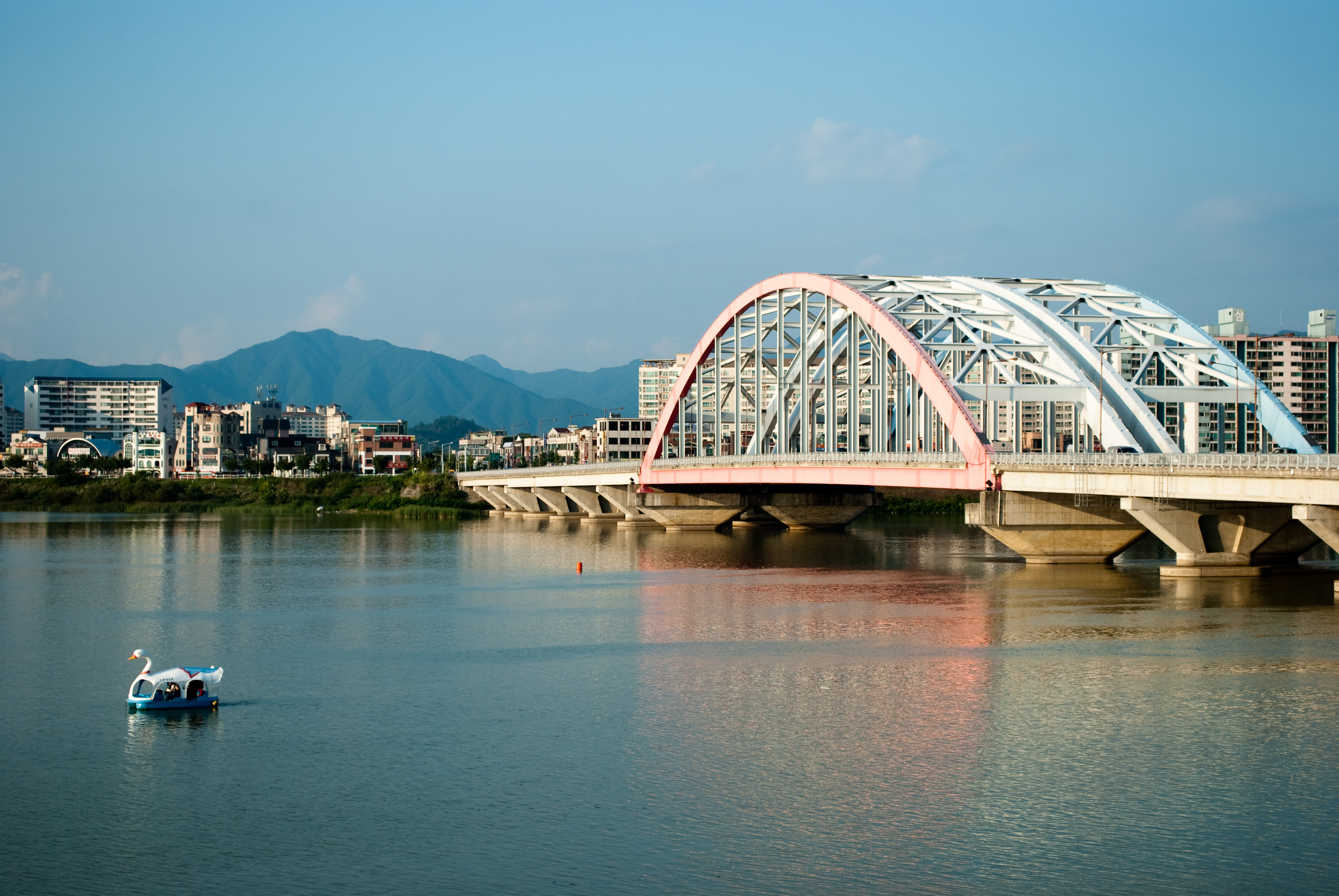
مدينة تشنتشون الجميلة

المدينة هي مسقط رأس لاعب كرة القدم سون هنغ من، والذي يلعب حالياً لصالح فريق توتنهام هوتسبور في الدوري الإنجليزي الممتاز.

## المهرجانات
| البيانات المناخية لـتشنتشون (1981–2010)     | البيانات المناخية لـتشنتشون (1981–2010) | البيانات المناخية لـتشنتشون (1981–2010) | البيانات المناخية لـتشنتشون (1981–2010) | البيانات المناخية لـتشنتشون (1981–2010) | البيانات المناخية لـتشنتشون (1981–2010) | البيانات المناخية لـتشنتشون (1981–2010) | البيانات المناخية لـتشنتشون (1981–2010) | البيانات المناخية لـتشنتشون (1981–2010) | البيانات المناخية لـتشنتشون (1981–2010) | البيانات المناخية لـتشنتشون (1981–2010) | البيانات المناخية لـتشنتشون (1981–2010) | البيانات المناخية لـتشنتشون (1981–2010) | البيانات المناخية لـتشنتشون (1981–2010) |
| الشهر                                       | يناير                                   | فبراير                                  | مارس                                    | أبريل                                   | مايو                                    | يونيو                                   | يوليو                                   | أغسطس                                   | سبتمبر                                  | أكتوبر                                  | نوفمبر                                  | ديسمبر                                  | المعدل السنوي                           |
| ------------------------------------------- | --------------------------------------- | --------------------------------------- | --------------------------------------- | --------------------------------------- | --------------------------------------- | --------------------------------------- | --------------------------------------- | --------------------------------------- | --------------------------------------- | --------------------------------------- | --------------------------------------- | --------------------------------------- | --------------------------------------- |
| متوسط درجة الحرارة الكبرى °م (°ف)           | 1.3 (34.3)                              | 5.1 (41.2)                              | 11.1 (52.0)                             | 19.1 (66.4)                             | 23.9 (75.0)                             | 27.6 (81.7)                             | 29.1 (84.4)                             | 29.8 (85.6)                             | 25.5 (77.9)                             | 19.6 (67.3)                             | 11.0 (51.8)                             | 3.8 (38.8)                              | 17.2 (63.0)                             |
| المتوسط اليومي °م (°ف)                      | −4.6 (23.7)                             | −1.3 (29.7)                             | 4.5 (40.1)                              | 11.6 (52.9)                             | 17.1 (62.8)                             | 21.7 (71.1)                             | 24.5 (76.1)                             | 24.6 (76.3)                             | 19.4 (66.9)                             | 12.5 (54.5)                             | 5.0 (41.0)                              | −1.7 (28.9)                             | 11.1 (52.0)                             |
| متوسط درجة الحرارة الصغرى °م (°ف)           | −9.9 (14.2)                             | −6.9 (19.6)                             | −1.3 (29.7)                             | 4.4 (39.9)                              | 10.8 (51.4)                             | 16.5 (61.7)                             | 20.8 (69.4)                             | 20.8 (69.4)                             | 14.8 (58.6)                             | 7.1 (44.8)                              | 0.1 (32.2)                              | −6.4 (20.5)                             | 5.9 (42.6)                              |
| الهطول مم (إنش)                             | 20.3 (0.80)                             | 23.8 (0.94)                             | 41.7 (1.64)                             | 62.3 (2.45)                             | 104.0 (4.09)                            | 123.1 (4.85)                            | 383.8 (15.11)                           | 317.5 (12.50)                           | 160.9 (6.33)                            | 44.3 (1.74)                             | 44.7 (1.76)                             | 20.9 (0.82)                             | 1٬347٫3 (53.04)                         |
| متوسط أيام هطول الأمطار (≥ 0.1 mm)          | 6.8                                     | 6.3                                     | 7.8                                     | 7.3                                     | 9.1                                     | 10.1                                    | 15.5                                    | 13.7                                    | 8.2                                     | 6.0                                     | 7.9                                     | 7.3                                     | 106                                     |
| متوسط الرطوبة النسبية (%)                   | 69.3                                    | 65.4                                    | 63.1                                    | 59.2                                    | 66.2                                    | 71.8                                    | 79.6                                    | 79.8                                    | 78.0                                    | 75.3                                    | 73.1                                    | 71.7                                    | 71.0                                    |
| ساعات سطوع الشمس الشهرية                    | 165.7                                   | 172.4                                   | 197.6                                   | 215.5                                   | 221.3                                   | 200.6                                   | 144.2                                   | 169.1                                   | 173.8                                   | 174.1                                   | 141.3                                   | 148.7                                   | 2٬124٫2                                 |
| المصدر: Korea Meteorological Administration |                                         |                                         |                                         |                                         |                                         |                                         |                                         |                                         |                                         |                                         |                                         |                                         |                                         |

## توأمة
لتشنتشون (مدينة) اتفاقيات توأمة مع:
- أديس أبابا

## أعلام
- جن جونغ أه
- هام كي يونج
- كيم يونغ
- هان سيونج سو
- هوانغ هي-تشان

## وصلات خارجية
- الموقع الرسمي للمدينة.